# Caterina Bosetti
Caterina Chiara Bosetti (Busto Arsizio, 2 de fevereiro de 1994) é uma jogadora de voleibol italiana, que atua na posição de ponteira.

## Início da vida
Filha de Giuseppe Bosetti, técnico de vôlei, que também comandou a Seleção Italiana, e de Franca Bardelli, também jogadora de vôlei com 93 partidas pela Seleção. As duas irmãs, Lúcia e Chiara, são ex-jogadoras de vôlei.

## Carreira
A carreira de Caterina Bosetti começou em 2007 nas categorias de base do Amatori Orago. Logo após o início da temporada 2009-10, em novembro, foi contratada pelo Villa Cortese, recém-promovido à Série A1, estreando na primeira divisão italiana contra o Asystel aos 15 anos: com o time lombardo conquistou duas Copas Itália. Para a temporada 2013-14 mudou-se para o Brasil após assinar pelo Osasco, disputando a Superliga Série A e com a qual conquistou o Campeonato Paulista e a Copa Nacional. Na temporada 2014-15 vestiu a camisa do clube turco Galatasaray, no Voleybol 1. Ligi.
Retornou à Itália na temporada 2015-16 para defender as cores do AGIL de Novara, na Série A1. Para o campeonato 2016-17 transferiu-se para o River di Piacenza, enquanto no campeonato 2018-19 transferiu-se para o Casalmaggiore. Na temporada 2020-21 retornou à AGIL, novamente na Série A1, com a qual conquistou uma Copa WEVZA e uma Challenge Cup; depois de quatro anos com os piemonteses, no campeonato 2024-25 está de volta aos palcos da primeira divisão turca, desta vez com o VakıfBank.
Recebeu suas primeiras convocações para a seleção principal em 2011, vencendo a Copa do Mundo no mesmo ano. Em 2017 conquistou a medalha de prata no Grande Prêmio Mundial de 2017 e em 2022 a medalha de ouro na Liga das Nações de Voleibol e a medalha de bronze no campeonato mundial. Em 2024 repetiu o ouro na Liga das Nações de Voleibol e nos Jogos Olímpicos.